# 室賀村
室賀村（むろがむら）は長野県小県郡にあった村。現在の上田市上室賀・下室賀にあたる。

## 地理
- 山：城山、三ツ頭山、摺鉢山、大林山、飯縄山
- 河川：浦野川、室賀川

## 歴史
- 1889年（明治22年）4月1日 - 町村制の施行により、上室賀村・下室賀村の区域をもって発足。
- 1957年（昭和32年）3月31日 - 上田市の一部（半過を除く小泉）および浦里村の一部（浦野・岡・仁古田・越戸）と合併して川西村が発足。同日室賀村廃止。